# Kel Carruthers
Kelvin Carruthers, mais conhecido como Kel Carruthers (Sydney, 3 de janeiro de 1938), é um ex-motociclista australiano.

## Carreira

### Inicio
Filho de um proprietário de uma loja de motos,  Carruthers deu seus primeiros passos no motociclismo quando tinha catorze anos, em 1952.
Seus primeiros títulos australianos apareceriam apenas sete anos depois, quando fora campeão nacional em 1959. De quebra, conquistaria as quatro edições seguintes também.

### MotoGP
Já tendo se tornado o grande destaque do motociclismo em seu país, decide correr no mundial de motovelocidade. Sua estreia ocorreu em 1966. Correndo com uma Honda nas 125cc, chega numa modésta oitava posição no GP da Finlândia. Ao mesmo tempo, também disputaria algumas corridas nas 350cc e 500cc com uma pesada Norton, conseguindo como melhor resultado um quarto lugar no mesmo GP da Finlândia. Na temporada seguinte, sem patrocínio, correria em todas as principais categorias, todas com uma moto diferente.
Nas 125cc, disputou quatro corridas novamente com uma Honda (a mesma do ano anterior), obtendo bons resultados. Disputa também uma corrida nas 250cc com uma Suzuki, mas não conseguindo pontuar. Nas 350cc, correndo com uma Aermacchi, consegue seus melhores resultados no ano. Ainda chegou a participar de uma corrida com a Norton, mas não se classificou para a fase final. 1968 não seria muito diferente do ano anterior, mas conseguiria seus primeiros pódios.
Novamente com uma Honda nas 125cc, disputa três corridas, obtendo dois sextos lugares e um terceiro. Nas 250cc e 350cc, corre com uma Aermacchi novamente, obtendo grande destaque na segunda categoria, com três pódios, sendo dois terceiros e um segundo. Ao término do campeonato, ficou em terceiro na classificação geral, atrás de Giacomo Agostini e Renzo Pasolini, respectivamente. Ainda correu cinco corridas nas 500cc com a Norton, obtendo apenas resultados medianos. 1969 se tornaria seu grande ano no motociclismo internacional.
Disputando novamente todas as principais categorias, consegue, correndo pela Benelli, seu primeiro título mundial, nas 250cc, após obter três vitórias e ver seu principal concorrente ao título, e companheiro de equipe, o italiano Renzo Pasolini sofrer um acidente e perder o restante do campeonato. Nas demais categorias (125cc, 350cc e 500cc), correndo novamente pela Aermacchi consegue como melhores resultados um segundo lugar nas 125cc e outro nas 350cc. No ano seguinte, como um dos favoritos ano título, disputa apenas as 250cc e 350cc, desta vez pela Yamaha, ficando com o vice-campeonato em ambas, tendo como destaque a qual defendia o título, onde conseguiu quatro vitórias. Após essa temporada, abandona o mundial de velocidade para atuar como piloto nos Estados Unidos, além de começar a preparar e desenvolver oficialmente as motos de competição da Yamaha.
Correndo nos EUA, conseguiria vitórias importantes, como as 200 Milhas de Daytona, nas 250cc. Ao final da temporada 1973, abandona oficialmente as competições para se dedicar exclusivamente à preparação das motos. Uma das motos que Carruthers foi responsável foi a Yamaha TZ350. Ao mesmo tempo, também começa a trabalhar com um promissor corredor local, conhecido como Kenny Roberts, o qual renderia à Yamaha dois títulos estadunidenses, três mundiais nas 500cc (sendo o primeiro estadunidense a conquistar o título no mundial de motovelocidade) e mais três vitórias nas 200 Milhas de Daytona. Ainda também chegaria a trabalhar com outra lenda do motociclismo dos EUA, Eddie Lawson.

## Hall da Fama
Como forma de homenagem por sua contribuição ao motociclismo, Carruthers foi introduzido, em 1985, ao Hall da Fama do Esporte australiano. Em 1999, foi introduzido no Motorcycle Hall of Fame.